# Chodzińskie osiedle wiejskie
Chodzińskie osiedle wiejskie (ros. Ходзинское сельское поселение) – jedno z 9 osiedli wiejskich w rejonie koszechablskim wchodzącym w skład Republiki Adygei. W 2022 liczyło 2737 mieszkańców.